# Uvala Makirina
Uvala Makirina este o arie protejată (sit de importanță comunitară — SCI) din Croația întinsă pe o suprafață de 37,47 ha, integral marine.

## Localizare
Centrul sitului Uvala Makirina este situat la coordonatele 43°48′13″N 15°40′47″E / 43.803474°N 15.679623°E.

## Înființare
Situl Uvala Makirina a fost declarat sit de importanță comunitară în iulie 2013 pentru a proteja un număr necunoscut de specii din flora spontană și fauna sălbatică aflate în arealul zonei.

## Biodiversitate
Situată în ecoregiunea marină mediteraneană, aria protejată conține 1 habitat natural: Lagune de coastă.
La baza desemnării sitului se află un număr nedeclarat de specii protejate.